# Codogno
Codogno (Cudògn en llombard) és un municipi italià, situat a la regió de la Llombardia i a la província de Lodi. L'any 2011 tenia 15.371 habitants.

## Personalitats
- Luigi Negri, (1956) diputat